# الدنيقيلة ود ضاحي
قرية الدنيقيلة ود ضاحي تقع شرق النيل الأبيض في ولاية النيل الأبيض بجمهورية السودان وجنوب مدينة الدويم بحوالي 10 كيلو وشمال مدينة الكوة بحوالي 20 كيلو ومؤسسها عبدالرحيم ضاحي وقبيلته جعفري وبها عدة قبائل غير الجعافرة وهي قرية نموذجية وأهلها يمارسون التجارة والزراعة وصيد الأسماك تأسست عام 1900

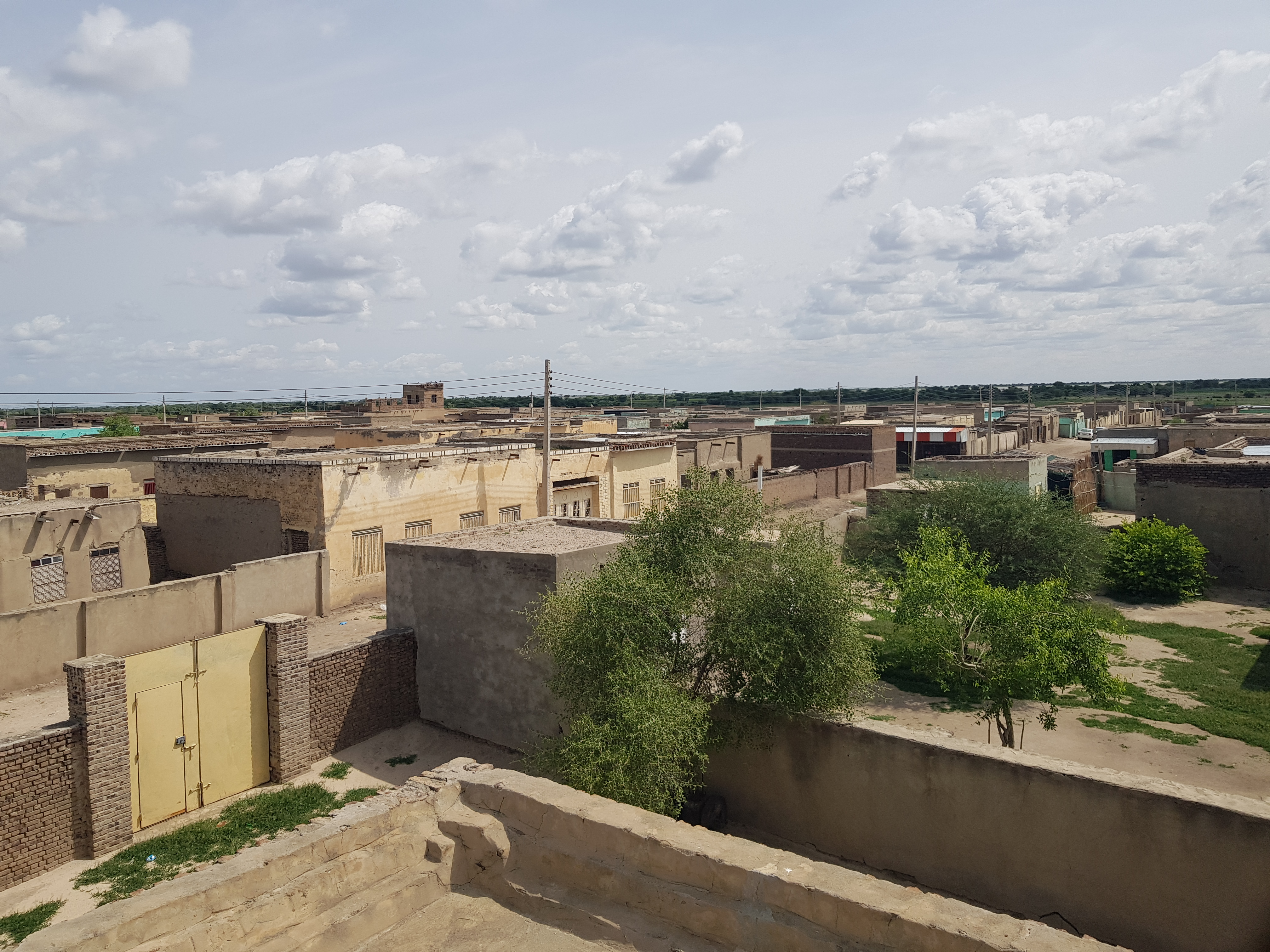
صور جوية من قرية الدنيقيلة ود ضاحي

## أصل التسمية
أصل كلمة الدنيقيلة والتي جاءت من تصغير كلمة الدناقيل وهو الطوب الذي شيد به قصر الشيخ محمود العركي وهي مقابر الدنيقيلة ود ضاحي الآن وآثار الطوب موجودة الآن والذي ينسب إلي مدينة دنقلا وبعدها نُسبت إلي ود ضاحي 
بها ضريح الشريف محمود العركي ويتخذ أهل المنطقة مكان دفنه كمقابر ويسمى بالشريف محمود
والشريف محمود العركي مذكور في طبقات ود ضيف الله وهو من أوائل الدعاة الذين أدخلوا الإسلام في السودان 
يوجد بها مركز صحي الدنيقيلة ود ضاحي

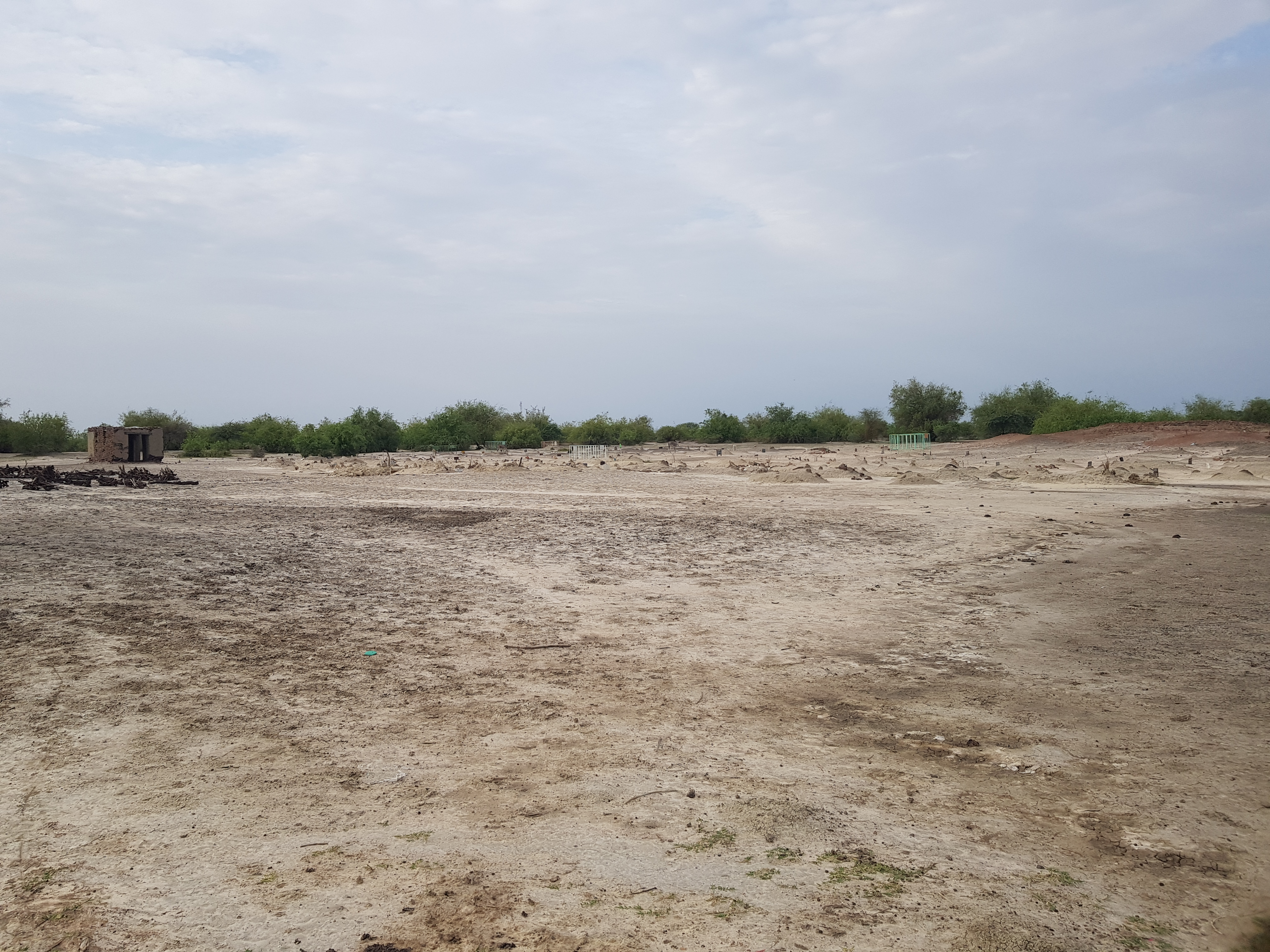
مقابر قرية الدنيقيلة ود ضاحي أو كما يطلق عليها السكان الشريف محمود نسبة لوجود قبر الشريف محمود العركي بها

يوجد بها مدارس ابتدائية بنين وبنات ومدارس ثانوية بنين وبنات ويتوافد إليها جميع أبناء القرى المجاورة
- مدرسة الدنيقيلة الأساسية بنين
- مدرسة الدنيقيلة الأساسية بنات
- مدرسة الدنيقيلة الثانوية بنين
- مدرسة الدنيقيلة الثانوية بنات

يزرع أهلها جميع أنواع المحاصيل الزراعة المروية والمطرية من خضار وفاكهة

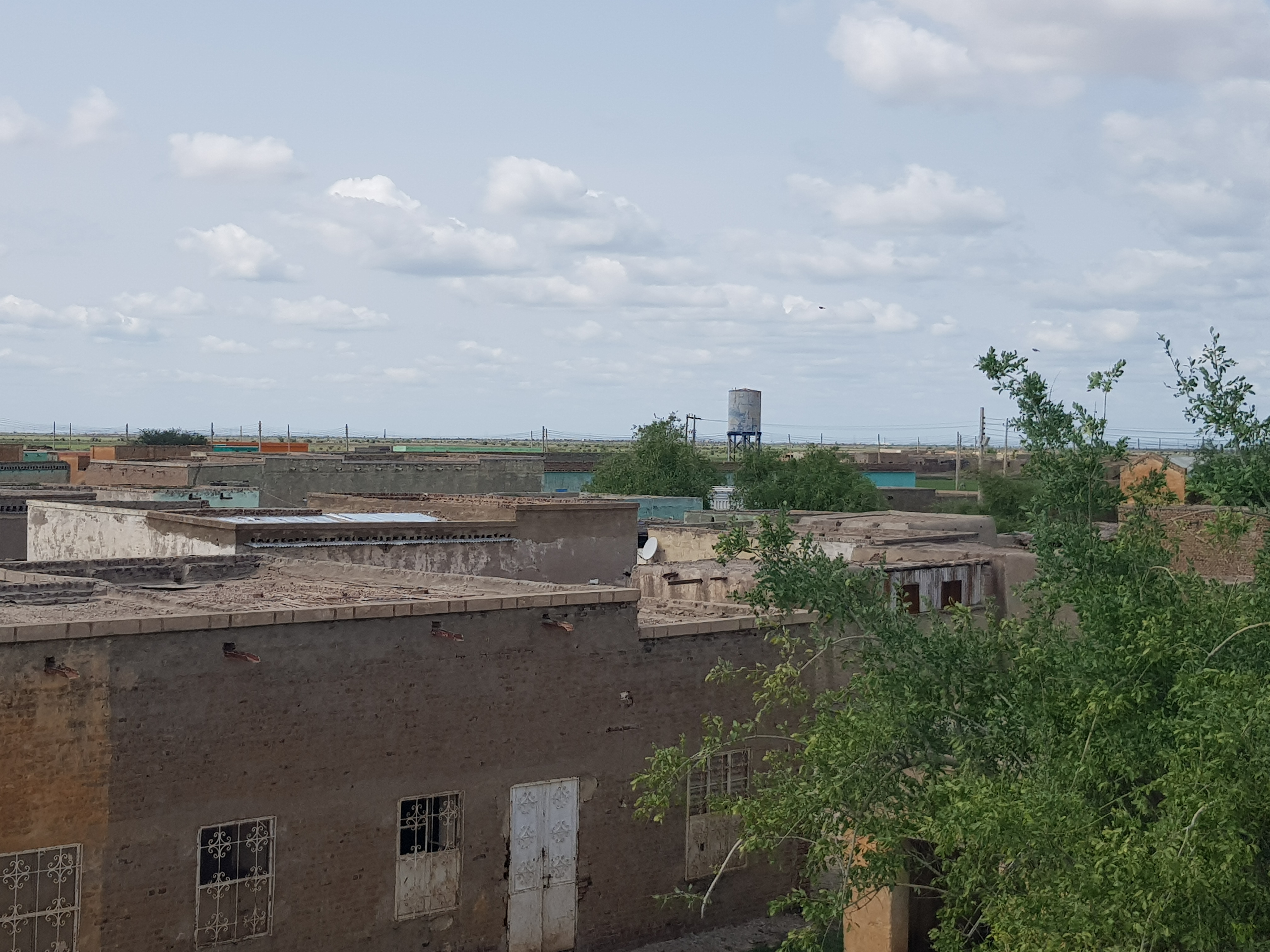
صور جوية من قرية الدنيقيلة ود ضاحي

يعتمد معظم سكان القرية على بيع المحاصيل الزراعية وصيد الأسماك ويوجد بها سوق يومي توجد به جزارة وبيع الخضروات والفواكه

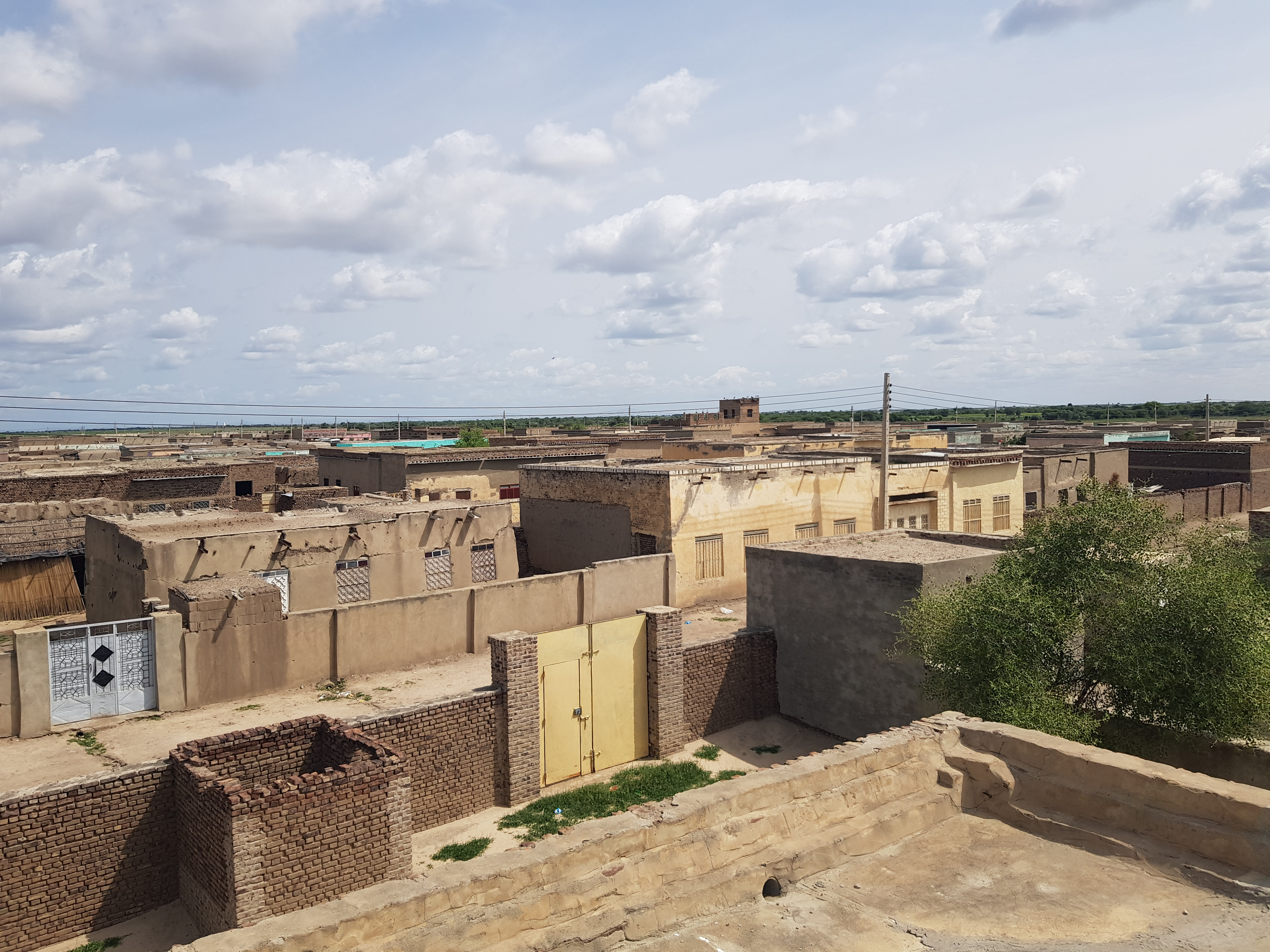
صور جوية من قرية الدنيقيلة ود ضاحي

تعتبر كرة القدم هي المنشط الرياضي الأول ويوجد بها عدة فرق كرة القدم
جميع سكان القرية دينهم الإسلام السني إنّ الدينَ الإسلامي هو الدّين الذي ارتضاه الله لعباده المؤمنين الموحّدين، فهو دينُ الفطرة التي فطر الله الناس عليها

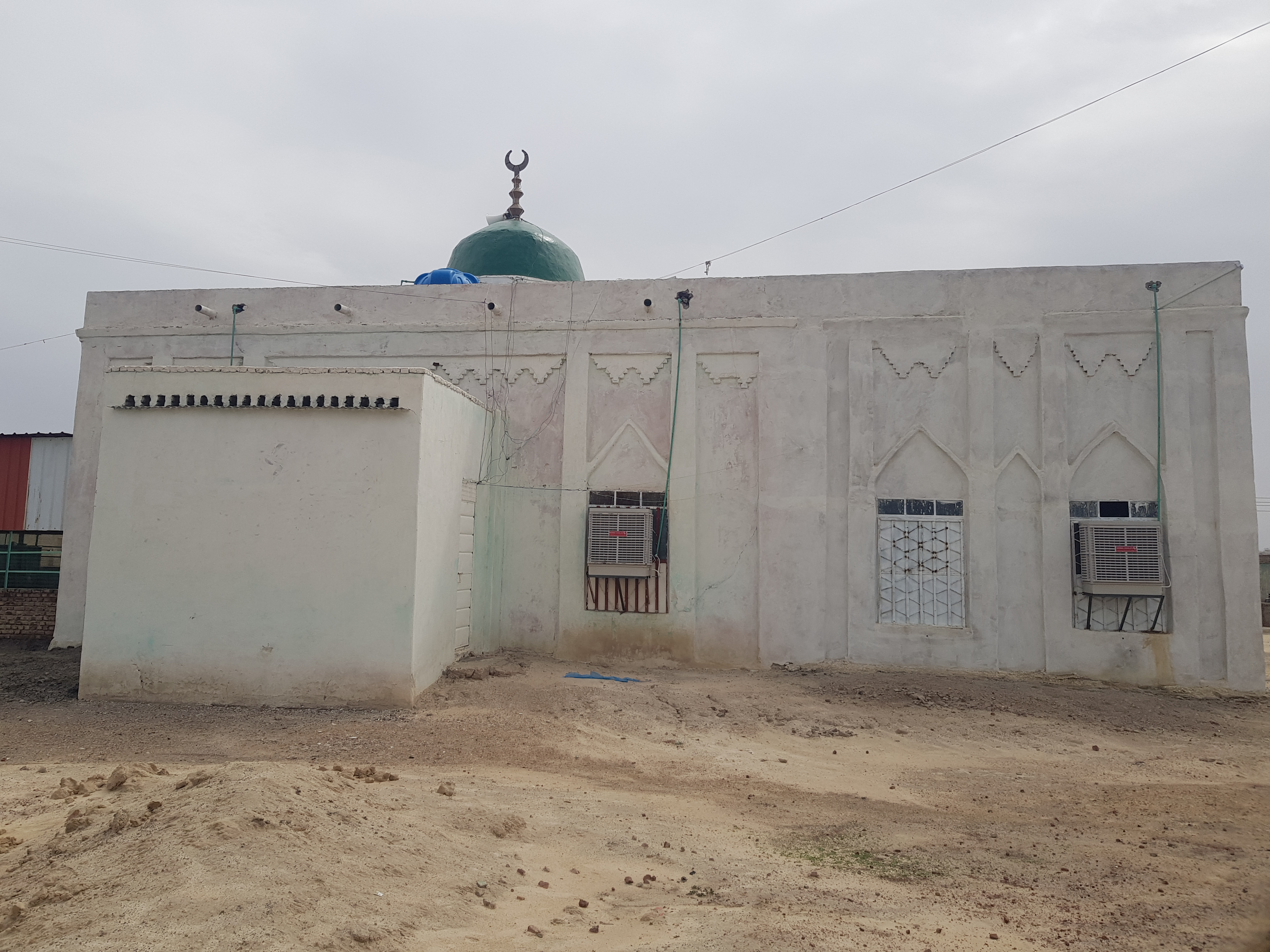
مسجد الدنيقيلة ود ضاحي تأسس عام 1930م

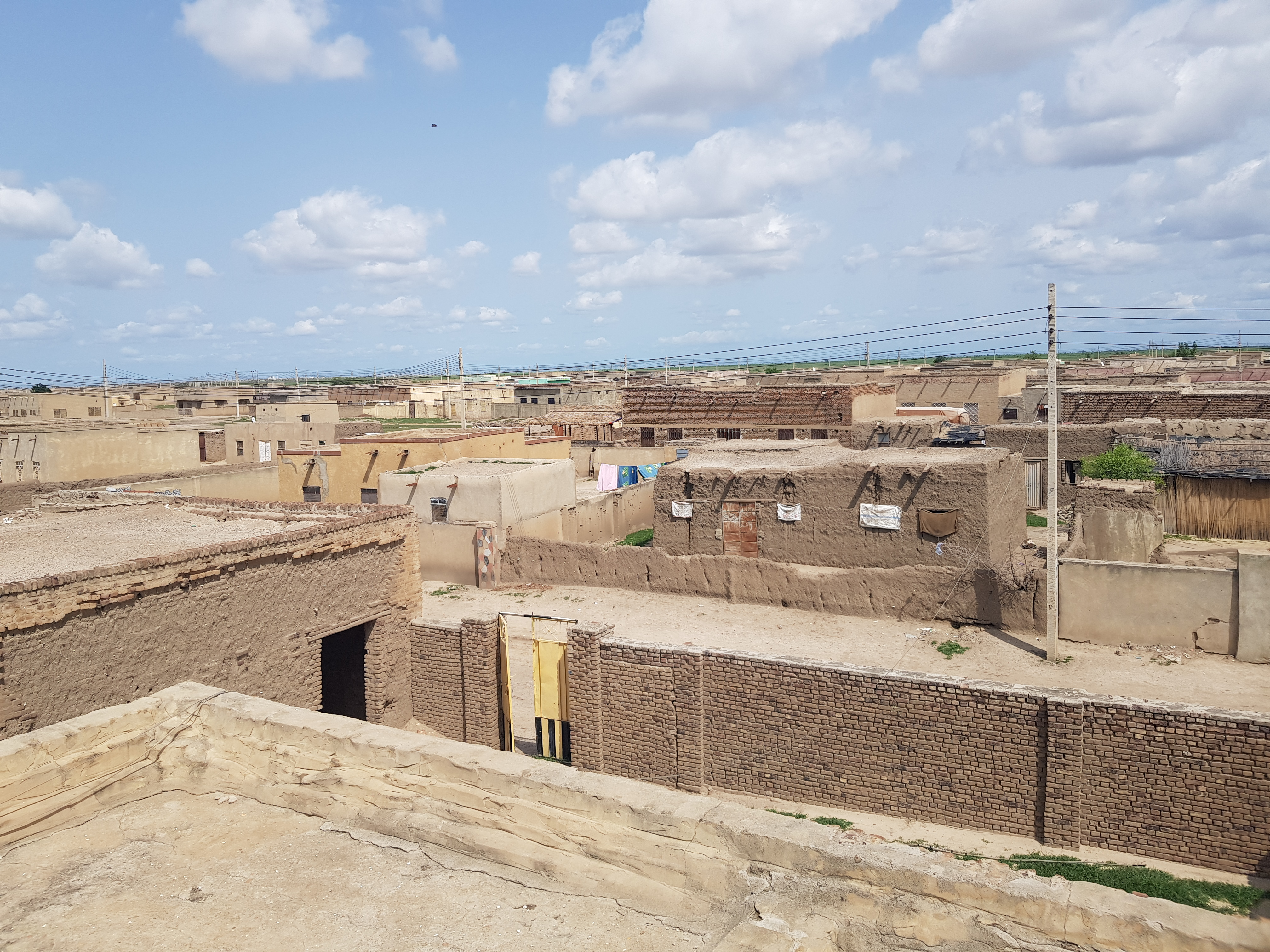
صور جوية من قرية الدنيقيلة ود ضاحي